# Зенит

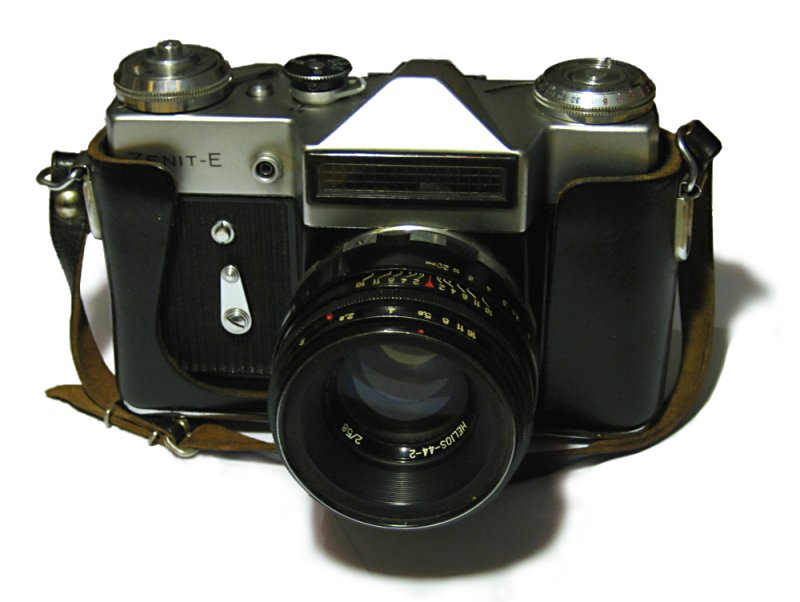
Фотоаппарат «Зенит-Е» з об'єктивом «Гелиос-44-2»

«Зени́т» (Зеніт) — загальна назва серії радянських та російських однооб'єктивних дзеркальних та компактних фотокамер, що випускались у 1952 — 2005 роках, та товарний знак, що належить Красногорському механічному заводу (КМЗ) у м. Красногорськ у Росії. З 1973 року фотокамери «Зенит» випускались і на Оптико-механічному заводі у м. Вілейка (Республіка Білорусь) Білоруського оптико-механічного об'єднання (БелОМО).
Фотокамери «Зенит» використовують стандартну фотоплівку формату 135. Більшість моделей мають шторний затвор, розташований у фокальній площині з тканинними шторками або металічними ламелями. Дзеркальні фотокамери Зенит мають змінний об'єктив, який приєднується за допомогою одного із видів з'єднання:
- Різьбове з'єднання М39 (моделі розроблені у 50-х та на початку 60-х років);
- Різьбове з'єднання М42 (вперше застосовано на моделі «Зенит-Е» у 1967 р.);
- декілька варіантів байонету власної розробки КМЗ («Старт», «Зенит-7», серія камер «Зенит-4/5/6»);
- байонет «оправа K», сумісний з байонетом Pentax K (вперше на камері «Зенит-автомат», 1984 р.).

Наймасовішою моделлю фотокамер «Зенит» і водночас наймасовішим однооб'єктивним дзеркальним фотоапаратом у світі став «Зенит-Е». З 1965 по 1982 р. на двох заводах («Красногорський завод ім. С.А. Звєрєва» та «Вілейський завод «Зеніт») було випущено загалом понад 8 мільйонів екземплярів цієї фотокамери.
Крім однооб'єктивних дзеркальних фотокамери, розрахованих на використання плівки формату 135, були випущені і фотокамери для використання плівки формату APS (Зенит-APS, Зенит-96, Зенит-500), та цілий ряд компактних фотокамер, проте великого поширення вони не набули.
Остання модель випущена КМЗ — «Зенит-КМ» (2001 р.) має ламельний електронний затвор, цифрову систему керування експозицією, моторизовану подачу плівки та байонет К. Розробка нових моделей фотокамер «Зенит» тривала до початку 2005 року, коли було розформовано відділ фототехніки НТЦ КМЗ. Останньою моделлю, що розроблялась був проєкт цифрової однооб'єктивної дзеркальної фотокамери «Зенит-408».
Відомо, що 2 червня 2007 року керівництво КМЗ ухвалило рішення про відновлення відділу фототехніки НТЦ КМЗ та відновлення проєкту розробки цифрових фотокамер «Зенит-N1» та «Зенит-408».
Фотокамери «Зенит» експортувались під торговими марками Zenit, Zeniflex, Revue, Revueflex, Cambron, Calimar, Prinzflex, Meprozenit, Phokina, Spiraflex та інші, в той же час відомо ряд фотокамер та об'єктивів інших виробників (крім БелОМО), які промарковані як «Зенит» чи Zenit, здебільшого без дозволу КМЗ.

## Моделі фотокамер «Зеніт»
Таблиця серійних дзеркальних камер Зенит 
| Модель        | Початок випуску | Закінчення випуску | Загальна кількість вироблених камер |
| ------------- | --------------- | ------------------ | ----------------------------------- |
| Зенит         | 1952            | 1956               | 39 091                              |
| Зенит-С       | 1955            | 1961               | 232 949                             |
| Зенит-3       | 1958            | 1959               | 81 776                              |
| Кристалл      | 1961            | 1962               | 65 433                              |
| Зенит-3М      | 1962            | 1970               | 781 678                             |
| Зенит-4       | 1964            | 1968               | 19 740                              |
| Зенит-5       | 1964            | 1968               | 11 616                              |
| Зенит-6       | 1964            | 1968               | 8 930                               |
| Зенит-Е       | 1965            | 1986               | 8 000 000                           |
| Зенит-7       | 1968            | 1971               | 3 024                               |
| Зенит-В       | 1968            | 1973               | 889 617                             |
| Зенит-Д       | 1969            | 1970               | 63                                  |
| Зенит-ЕМ      | 1972            | 1988               | 979 140                             |
| Зенит-ВМ      | 1972            | 1973               | 1 239                               |
| Зенит-16      | 1973            | 1977               | 11 114                              |
| Зенит-TTL     | 1977            | 1985               | 2 600 000                           |
| Зенит-19      | 1979            | 1987               | 121 993                             |
| Зенит-18      | 1980            | 1986               | 7 001                               |
| Зенит-10      | 1981            | 1982               | 19 865                              |
| Зенит-ЕТ      | 1982            | 1995               | 3 000 000                           |
| Зенит-11      | 1982            | 1992               | 1 481 022                           |
| Зенит-12сд    | 1983            | 1988               | 1 000 000                           |
| Зенит-Автомат | 1984            | 1994               | 68 002                              |
| Зенит-14      | 1987            | 1990               | 567                                 |
| Зенит-АМ      | 1988            | 1999               | 11 802                              |
| Зенит-122     | 1990            | 2005               | 1 971 745                           |
| Зенит-АМ2     | 1992            | 1997               | 27 240                              |
| Зенит-АПК     | 1992            | 1998               | 6 394                               |
| Зенит-212К    | 1995            | 2005               | 32 149                              |
| Зенит-312m    | 1999            | 2005               | 84 004                              |
| Зенит-412     | 2000            | 2005               | 46 454                              |
| Зенит-КМ      | 2001            | 2005               | 15 097                              |

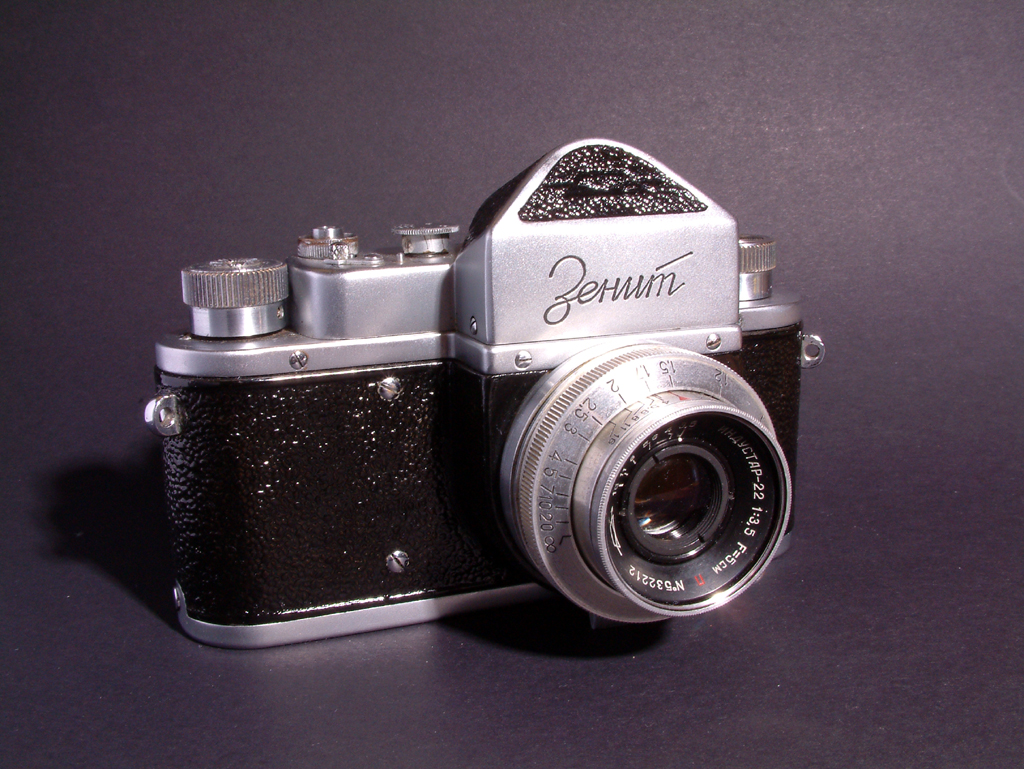
Фотокамера «Зенит» 1952 року (перша під цією маркою) з об'єктивом «Индустар-22»
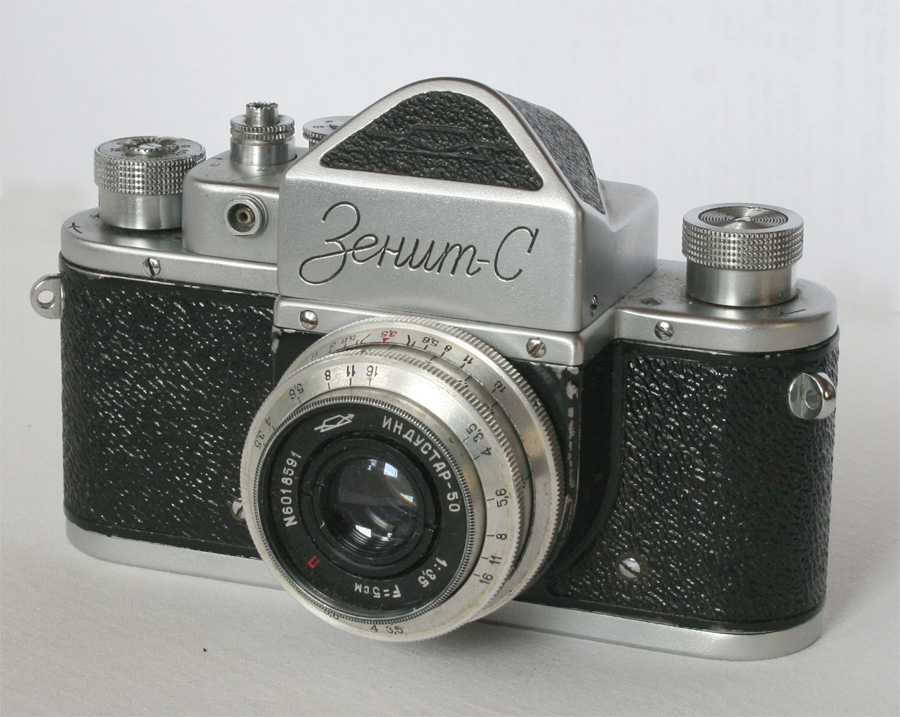
«Зенит-С» (1955 р.) — перший масовий «Зенит» (виготовлено понад 200 тис. екз.)
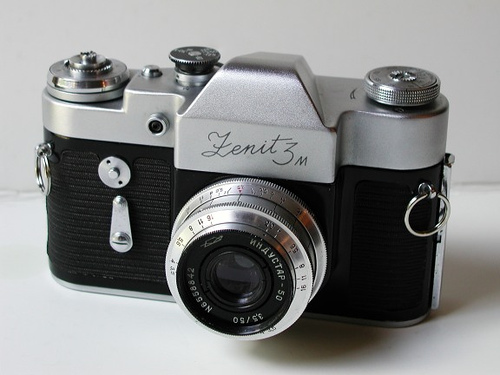
Фотокамера «Зенит-3М» з об'єктивом «Индустар-50» (1962)
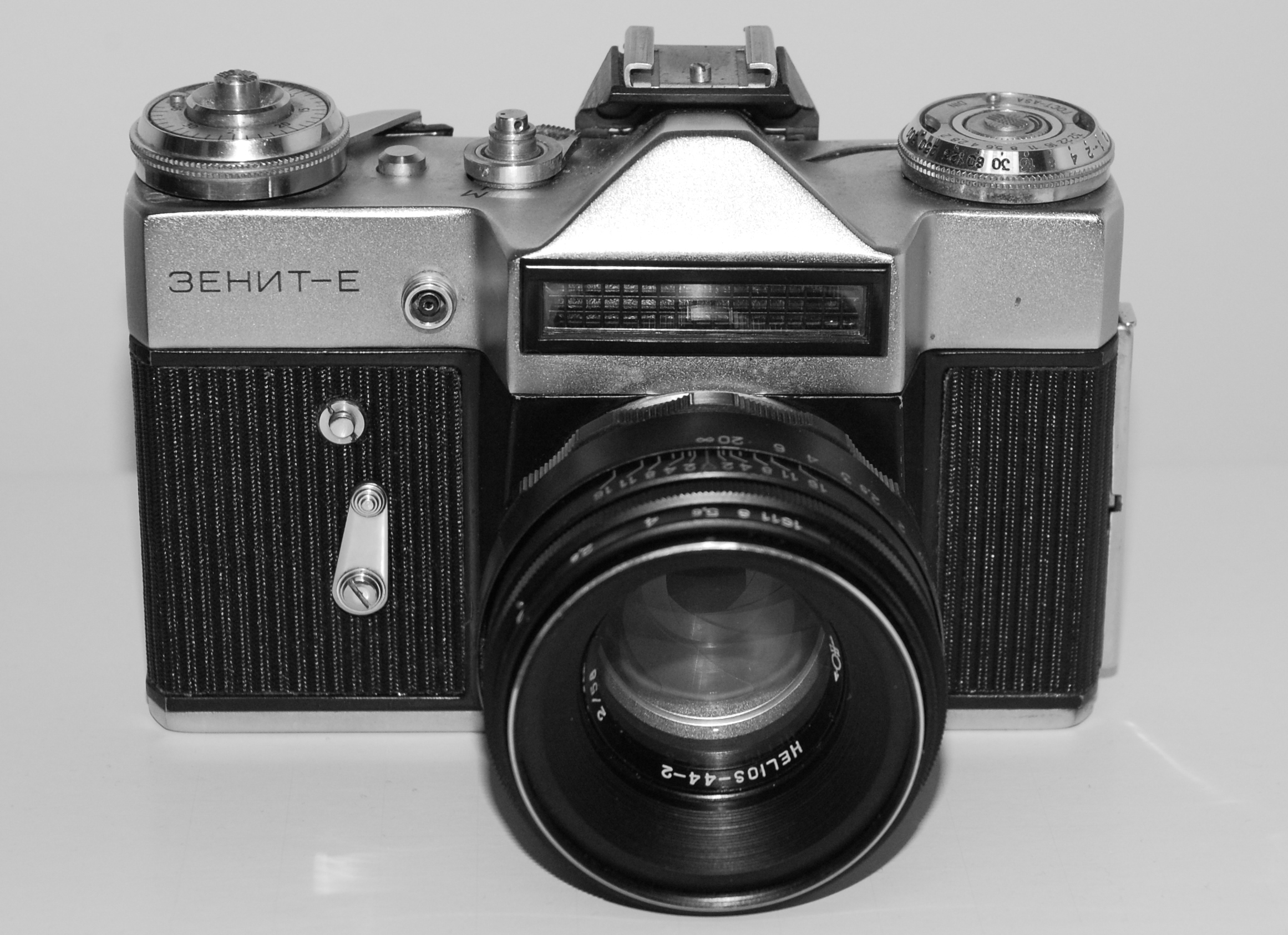
«Зенит-Е» з об'єктивом «Гелиос-44М-2» наймасовіший (виготовлено понад 8 млн. екз.)
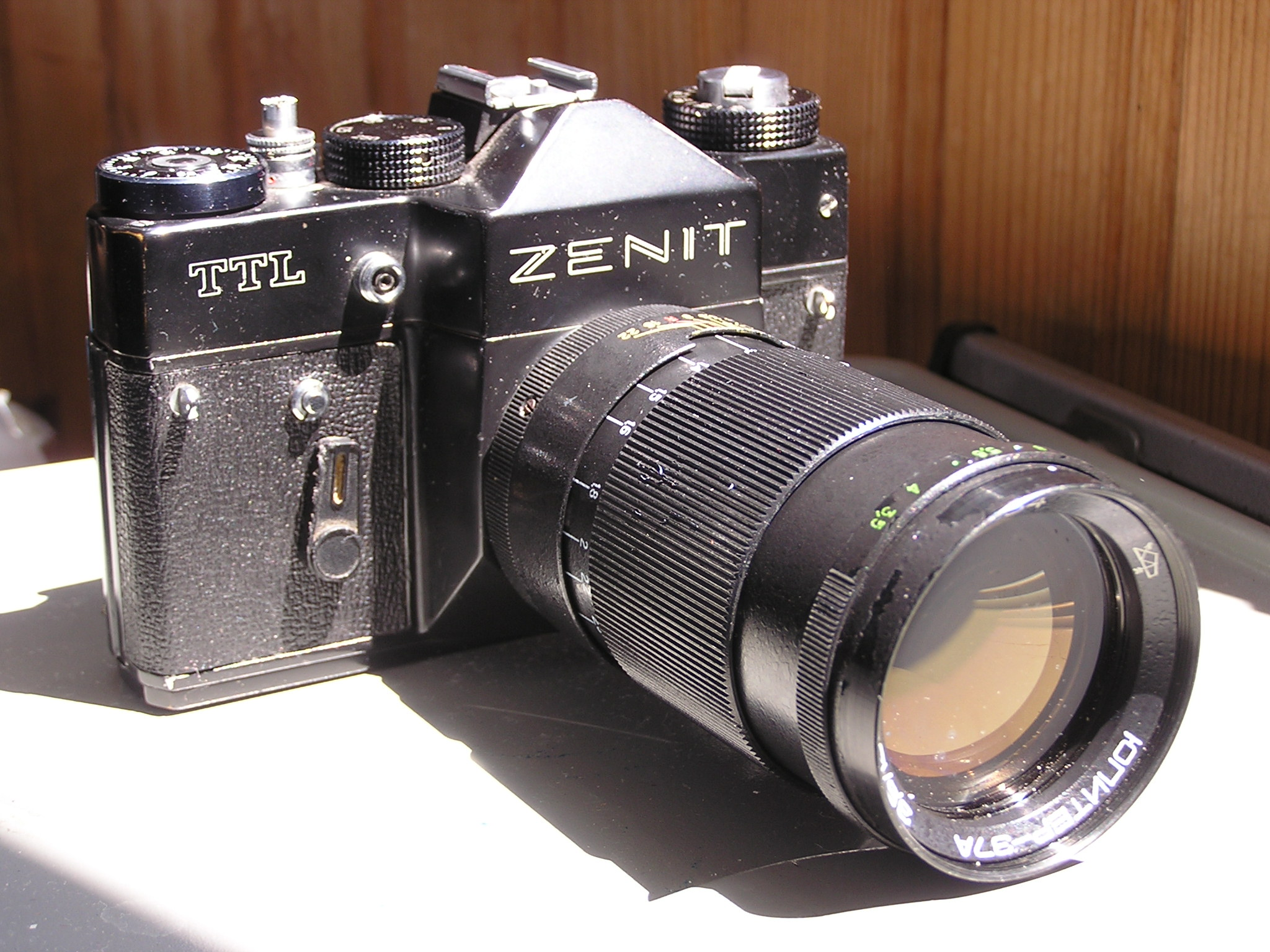
Фотоапарат «Зеніт-ТТЛ» (1977 р.) з об'єктивом «Юпітер-37А»
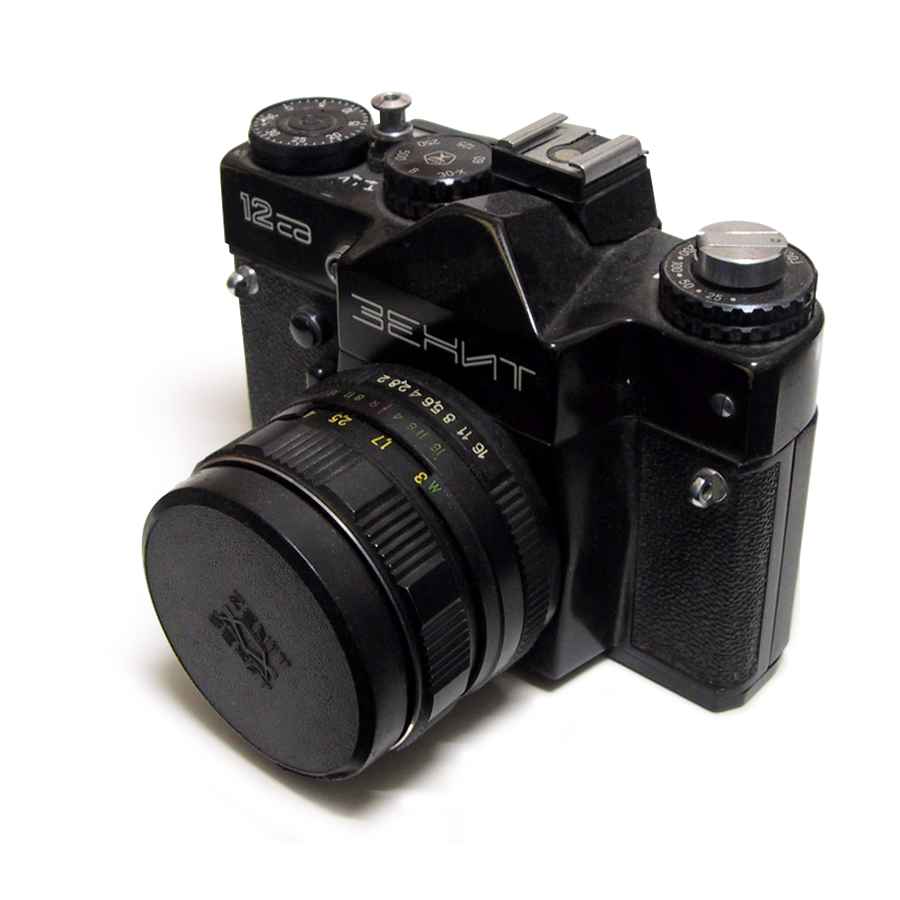
Фотоапарат «Зенит-12сд» з об'єктивом «Гелиос-44М-4» (1983)
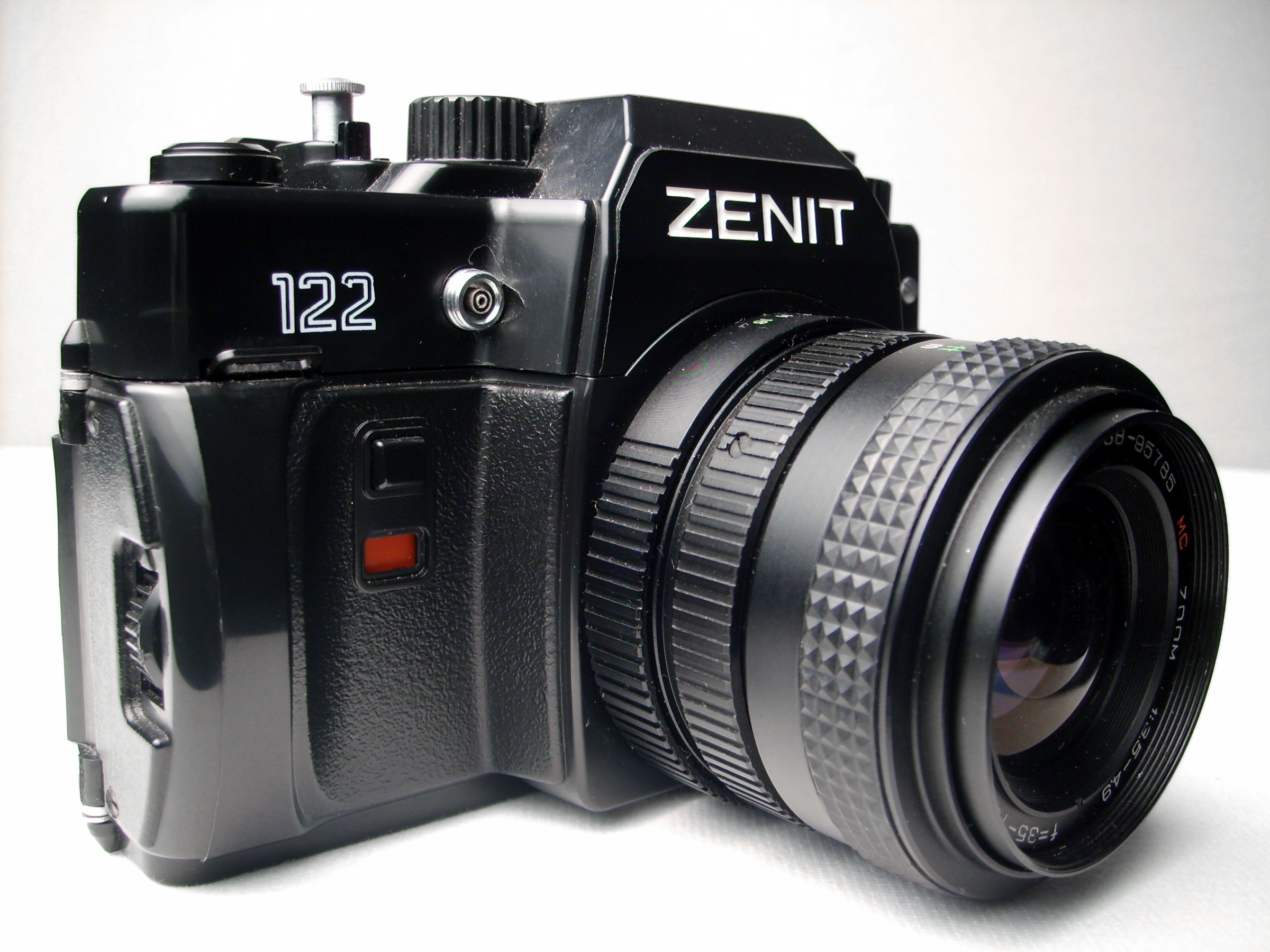
Фотоапарат «Зенит-122» (1990)